# Vernéřovice
Vernéřovice település Csehországban, Náchodi járásban. Vernéřovice Teplice nad Metují, Jetřichov és Meziměstí településekkel határos. Lakosainak száma 317 fő (2024. január 1.).

## Népesség
A település lakosságának változását az alábbi diagram mutatja:
| Lakosok száma | 1268 | 1349 | 1200 | 532  | 445  | 325  | 331  | 315  | 303  | 317  |
|               | 1869 | 1900 | 1921 | 1961 | 1980 | 2011 | 2016 | 2019 | 2021 | 2024 |